# Ayida Wedo
Ayida Wedo o Ayida-Weddo o Aida Wedo è un loa del vudù haitiano.
Moglie di Damballa, rappresenta la ricchezza, la fortuna, il benessere. Come il suo sposo, vive vicino a fiumi e sorgenti, e ha una preferenza per gli alberi di ogni tipo, per il cotone e la seta. Come lui, imita i movimenti della biscia, per altro il suo simbolo è appunto quest'animale color arcobaleno.
Nella religione cattolica corrisponde  alla Madonna dell'Immacolata Concezione.